# Hores canòniques

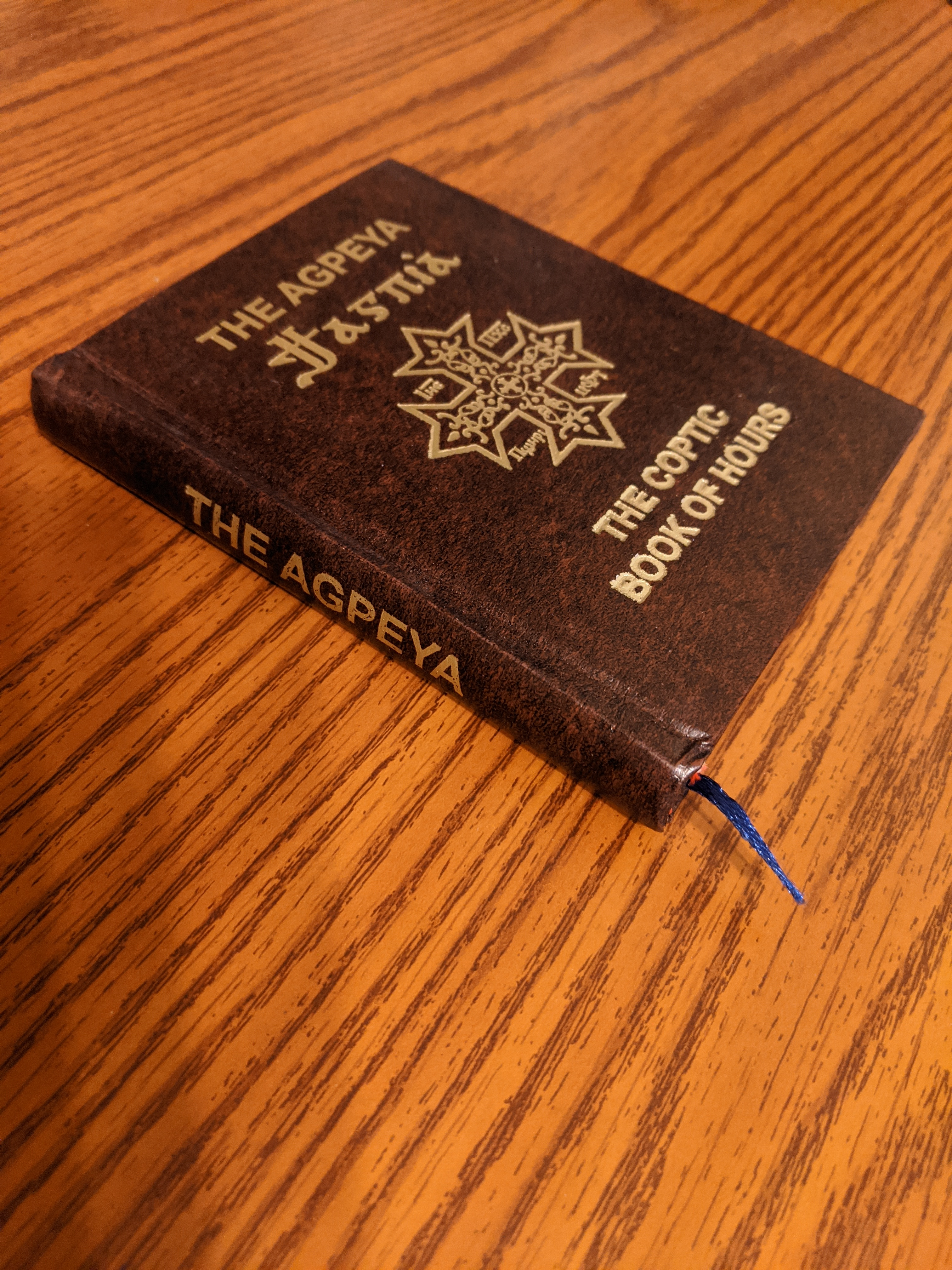
LAgpeya és un breviari utilitzat en el cristianisme ortodox oriental per resar les hores canòniques en hores de pregària fixes durant el dia.

Les hores canòniques són la divisió i organització del temps diari que era vigent durant l'edat mitjana en la major part de la cristiandat i que es caracteritzava per seguir el ritme de les hores de pregària en els monestirs. Cadascuna de les hores indicava un ofici diví o litúrgia de les hores.
A diferència de les nostres hores actuals, que tenen un valor absolut, aquestes eren simples divisions que s'associaven a la durada tant del dia com de la nit; no es referien, doncs, a un moment concret del dia, sinó a un període, que era, a més, variable al llarg de l'any: a l'hivern les diürnes eren més curtes que les nocturnes, i a l'hivern a l'inrevés.

## Regla de sant Benet
Entre els anys 534 i 550 de la nostra era, Benet de Núrsia escrivia la seua Regula, en la qual establia les normes que havien de regir l'orde benedictí. Alguns capítols de la Regla estan dedicats a l'ordenació dels oficis divins, és a dir, a determinar els intervals de temps que diàriament s'han de dedicar a fer els diferents resos. Durant l'edat mitjana, entre els segles x i xiii a molts convents i esglésies es feren uns rellotges especials, dits de sol canònic o de missa, que marcaven exclusivament aquestes hores.
Seguint la indicació de les sagrades escriptures –“Us he lloat set vegades al dia”–, sant Benet determina que les hores d'oració diürna han de ser set: laudes, prima, tertia, sexta, nona, vespres i completes, i les d'oració nocturna, tan sols una: les vigílies.
Es divideixen així:
- Hores majors, o principals, que són els oficis més llargs:

Matines, o vigília o ofici de lectures: al matí, durant la nit o en sortir el sol
Laudes, al matí, cap a les set o vuit del matí
Vespres, a mitja tarda, cap a les sis
Completes, a primera hora de la nit, abans del descans nocturn
- Hores menors, o oficis més breus:

Prima, la primera de les hores canòniques menors
Terça (o Tèrcia), habitualment entre laudes i la missa conventual, a mig matí
Sexta, cap al migdia
Nona, a primera hora de la tarda, és la darrera de les hores canòniques menors, precedeix les completes
- Vespres, el toc de campana convoca a aquesta pregària. Les vespres es cantaven de les dues a les tres de la tarda
- Completes, darrera part de l'ofici diví, amb què es determinen les hores canòniques del dia

## Actualitat
El llibre Fe i llibertat de la monja benedictina Teresa Forcades s'estructura en cinc parts, corresponents a les cinc hores canòniques: maitines, laudes, sexta, vespres i completes (salta alguna de les hores canòniques).
Algunes persones es dirigeixen cap a l'aprenentatge de meditació budista portant a terme també pregàries periòdiques distribuïdes en diferents moments del dia.